# Il corsetto dell'imperatrice
Il corsetto dell'imperatrice (Corsage) è un film del 2022, scritto e diretto da Marie Kreutzer.

## Trama
Vienna, 1877. Elisabeth di Baviera (Sissi), imperatrice d'Austria e regina d'Ungheria, vive ossessionata dal timore di invecchiare e veder sfiorire la propria bellezza. Per mantenere intatta la sua immagine, pratica costantemente esercizi fisici, segue una dieta ferrea che, talvolta, la priva del cibo, e si fa allacciare il corsetto in modo sempre più stretto.
Dopo un lungo periodo di assenza da incarichi pubblici, partecipa all’inaugurazione del nuovo museo d’arte di Vienna assieme al marito, l’imperatore Francesco Giuseppe. Durante l’evento, tuttavia, la donna ha un mancamento che la costringe a tornare a palazzo. Come rivelerà in seguito al cugino e confidente Ludovico II di Baviera (Ludwig), venuto a farle visita, lo svenimento non è stato altro che una simulazione, un espediente per sottrarsi a una situazione di disagio e a un obbligo sgradito.
Le uniche apparizioni pubbliche che l’imperatrice pare apprezzare, infatti, sono le visite che compie all’ospedale psichiatrico, presso il quale si reca molto spesso, occupandosi delle condizioni dei degenti e dando consigli al personale per una miglior gestione della struttura.
La situazione familiare, d’altro canto, è particolarmente critica: il rapporto col marito è ormai diventato freddo e i due, dal carattere profondamente diverso, sono spesso in conflitto. Ad aggravare la situazione è pure la situazione politica dell’impero austroungarico, alla quale Franz Joseph deve far fronte. In particolare, il progetto della doppia monarchia, austriaca e ungherese, fortemente caldeggiato dalla stessa Elisabeth, si è rivelato fallimentare e dannoso, cosa che l’imperatore non manca di rimproverare alla consorte.
Il figlio Rodolfo, al contrario, è solidale con la madre e ne capisce le preoccupazioni, pur non potendo manifestare apertamente questa disposizione d'animo, in quanto succube del padre e del ruolo istituzionale di erede al trono.
Infine, l’amatissima figlia Valerie, pur essendo stata educata in maniera esclusiva da Elisabeth, si mostra spesso insofferente verso alcuni atteggiamenti della madre e alcune sue richieste, come quella di parlare in lingua ungherese. Una notte, inoltre, l’imperatrice sveglia la figlia per portarla con sé a cavalcare e farle godere dell’aria fresca, nonostante le iniziali resistenze di quest’ultima. Il risultato, tuttavia, è disastroso, e la bambina si ammala, cosa che suscita il biasimo di Franz Joseph, il quale rimprovera la moglie, ricordandole anche di Sofia, la loro figlia primogenita morta dopo che Elisabeth aveva insistito per portarla in viaggio con sé.
Dopo aver festeggiato con estrema riluttanza il proprio quarantesimo compleanno, l’imperatrice decide di partire assieme ai figli per far visita alla sorella Maria Sofia di Baviera in Inghilterra. Qui, lontano dall’opprimente clima di corte, può dedicarsi a lunghe cavalcate e stare in contatto con la natura. Durante il soggiorno viene a farle visita anche Louis Le Prince, pioniere della cinematografia, che le offre di filmarla, proposta che l’imperatrice accetta di buon grado.
Durante il soggiorno, inoltre, Elisabeth, si avvicina molto al suo maestro di equitazione, Bay Middleton, mostrando una particolare affinità e complicità. L’eccessiva intimità tra i due preoccupa però Rudolf, che non perde occasione di ricordare alla madre i suoi doveri. Dopo aver subito il rimprovero da parte del figlio, e amareggiata dalla consapevolezza dell’opprimente condizione data dal suo ruolo istituzionale, Elisabeth si lancia al galoppo sul suo cavallo preferito, finendo, però, in una violenta caduta. Dopo l’accaduto, l’imperatrice decide di fare ritorno a Vienna, risoluta a interrompere i rapporti con Bay.
Tornata a palazzo, Elisabeth cerca dunque di riavvicinarsi al marito, col quale tenta di avere un rapporto sessuale, ma invano. La situazione precipita ulteriormente quando poi scopre che l’imperatore ha iniziato a provare interesse per la giovane Anna Nahowski e quando Rudolf parte per Praga, dove dovrà frequentare l’Accademia militare.
Dopo un incontro di scherma, Elisabeth e Franz Joseph hanno un accesso diverbio, al termine del quale la donna si lancia da una finestra, in un tentativo di suicidio.
Sopravvissuta, si reca in Baviera, presso il cugino Ludwig II, il quale cerca di darle conforto, dissuadendola, anche con discorsi molto schietti, da ulteriori progetti di suicidio. Durante la permanenza, inoltre, una dama di compagnia dell’imperatrice, Marie Festetics, entra molto in intimità con un giovane nobile, il quale le chiede la mano. Quando la dama va da Elisabeth per ricevere il consenso alle nozze, questo tuttavia le viene negato, in quanto l’imperatrice teme di perdere una delle poche persone a lei vicine e in grado di comprenderla davvero.
Durante l’estate Elisabeth si trasferisce, poi, nella sua residenza estiva assieme alle dame di compagnia, non prima di aver ricevuto dal proprio medico la prescrizione di fare uso di eroina come rimedio contro i malumori che l'affliggono.
Qui, durante le celebrazioni per il compleanno di Franz Joseph, dovendo presenziare a un omaggio offertole da alcuni sudditi, l’imperatrice si fa sostituire da Marie, che camuffa il proprio aspetto grazie a una veletta indossata sul viso e a uno strettissimo corsetto. Qualche giorno dopo, inoltre, Elisabeth decide di tagliarsi i lunghissimi capelli, gesto che le restituisce un senso di libertà: quando il marito viene a farle visita, i due riescono finalmente a trovare una rinnovata complicità e ad avere un rapporto sessuale.
Tornata a Vienna, Elisabeth riprende a mangiare con gusto e fa anche convocare Anna Nahowski, arrivando a chiedere alla donna di diventare l’amante ufficiale del marito e di riceverlo in casa propria. Nel frattempo, Marie viene costretta dall’imperatrice a seguire il suo precedente durissimo regime alimentare, a indossare i suoi abiti e a imitare la sua firma, in modo da poter diventare la sua sostituta in pubblico. Come atto conclusivo della progressiva assimilazione, ad Ancona, infine, Elisabeth fa fare alla sua dama un tatuaggio identico al suo.
Nella scena conclusiva, l’imperatrice, che ormai può circolare in incognito confondendosi tra le sue dame di compagnia, si getta dalla prua del piroscafo su cui stava viaggiando, come estremo gesto simbolico della libertà riacquistata.

## Produzione
La produzione ha avuto un budget di 7,3 milioni di euro.

## Distribuzione
La pellicola è stata presentata in anteprima il 20 maggio 2022 nella sezione Un Certain Regard del 75º Festival di Cannes.

## Riconoscimenti
- 2022 - European Film Awards.                            • Premio Migliore Attrice a Vicky  Krieps
- 2022 - Festival di Cannes[2]
  - Premio Un Certain Regard per la miglior interpretazione a Vicky Krieps